# Pawieł Muratow
Pawieł Pawłowicz Muratow, ros. Павел Павлович Муратов (ur. 19 lutego?/3 marca 1881 w Bobrowie w Guberni woroneskiej, zm. 5 lutego 1950 w Waterford w Irlandii) – rosyjski pisarz, podróżnik, krytyk i historyk sztuki.
Otrzymał wykształcenie w petersburskim Korpusie Kadetów, w latach 1904-1905 odbył służbę wojskową. Podróżował po Europie, w latach 1906-1914 pracował w muzeum, przyjaźnił się z młodym pokoleniem artystów i intelektualistów rosyjskich.
Brał udział w I wojnie światowej, za co został odznaczony orderami. Po wojnie wrócił do swych zainteresowań artystycznych. Założył Towarzystwo Badań Włoskich (wł. Studio Italiano), gdzie były organizowane wykłady z udziałem znanych pisarzy i historyków kultury (m.in. wiosną 1921 miał tu swoje ostatnie wystąpienie Aleksandr Błok). Brał udział także w działalności Komitetu Pomocy Głodującym, za co w 1921 został aresztowany razem z Borysem Zajcewem i innymi członkami Komitetu. Wskutek nasilającego się terroru wyjechał z Rosji, początkowo do Niemiec, w 1923 osielił się w Rzymie, 1927 przeprowadził się do Paryża, gdzie m.in. był członkiem założycielem paryskiego towarzystwa "Ikona". 
Przed wybuchem II wojny światowej wyjechał do Wielkiej Brytanii, gdzie przygotowywał m.in. monografię o działaniach wojennych na froncie radziecko-niemieckim oraz o historii wojen na Kaukazie w XIX wieku. Na krótko przed śmiercią przeniósł się do Irlandii, gdzie zmarł na zawał serca.
Najbardziej znanym dziełem Muratowa jest jego dwutomowa książka będąca owocem podróży autora po Włoszech, zatytułowana pt. Obrazy Włoch (wyd. w Berlinie w latach 1911, 1912, 1924). Autor z erudycją polihistora opisuje miejsca, dzieła sztuki, mistyczne nastroje kultury włoskiej i stara się określić jej znaczenie w historii Europy. Oprócz tego pisał powieści historyczne i występował jako krytyk sztuki.
Dzieła Muratowa nie doczekały się większych opracowań i rozgłosu, jednak uważane były przez wielu ludzi sztuki za pierwszorzędne. Berlińskie "Obrazy Włoch" odkryte przez Karola Szymanowskiego, stały się jedną z najważniejszych lektur polskich teoretyków sztuki i pisarzy, jak na przykład jego kuzyna, Jarosława Iwaszkiewicza, czy późniejszego tłumacza Muratowa na polski - Pawła Hertza.